# Élections législatives maldiviennes de 2019
Les élections législatives maldiviennes de 2019 se déroulent le 6 avril 2019 afin de pourvoir les 87 membres du Conseil du peuple des Maldives.
Le scrutin, qui se déroule dans des conditions globalement démocratiques, donne lieu à une alternance, le Parti démocrate du nouveau président Ibrahim Mohamed Solih remporte plus des deux tiers des sièges, tandis que le Parti progressiste et le Parti républicain perdent presque tous les leurs.
La victoire du Parti démocrate est écrasante. Pour la première fois depuis l’avènement du multipartisme dans le pays, un parti remporte seul la majorité absolue au parlement.

## Contexte
Ces élections font suite à la victoire surprise du candidat d'opposition Ibrahim Mohamed Solih (Parti démocrate) à la présidentielle de septembre 2018. Le président sortant Abdulla Yameen (Parti progressiste), accusé d'autoritarisme et de multiples violations des droits de l'homme et soupçonné de vouloir procéder à une fraude électorale, ne recueille finalement que 41,62 % des voix contre 58,38 % à Solih, et reconnait sa défaite le lendemain.
Le 18 février 2019, Yameen est arrêté pour blanchiment d'argent.

## Système électoral
Le Conseil du peuple est une assemblée unicamérale dotée de 87 sièges pourvus pour cinq ans au scrutin uninominal majoritaire à un tour dans autant de circonscriptions électorales.
Deux nouveaux sièges sont à pourvoir par rapport au scrutin précédent, à la suite de la création de deux circonscriptions supplémentaires. Les candidats ont jusqu'au 28 janvier pour soumettre leurs candidatures. L'entrée en fonction des députés élus doit avoir lieu le 28 mai.

## Forces en présence
Le Parti démocrate maldivien, le Parti progressiste des Maldives, le Congrès national du peuple, le Parti républicain, le Parti de la justice, l'Alliance pour le développement des Maldives, les Démocrates maldiviens de la troisième voie ainsi que le Parti social-démocrate et travailliste des Maldives, et le Mouvement de réforme des Maldives (qui présente des candidats indépendants) sont en lice pour le scrutin,,.
Le 1er février, le Parti progressiste des Maldives de l'ex-président Abdulla Yameen forme une coalition avec le Congrès national du peuple. Les dirigeants des deux partis signent l'accord devant les médias réunis en conférence de presse.
Au total, 398 candidats se présentent, dont 363 hommes et 35 femmes. Parmi eux, le MDP en présente 85, le JP 41, le PPM 25, le PNC 23, le MTD 10, le MLSDP et le AP neuf chacun, le MDA huit, le DRP cinq, tandis que 192 indépendants se participent également au scrutin,,,,.
Le parti démocrate maldivien de Mohammad Nasheed, qui brigue lui même un siège de député, est donné favori. Celui-ci promet la mise en place d'un régime parlementaire.

## Résultats
|                                                |                                                             |                                                             |         |       |       |        |               |  |  |  |  |  |  |  |
| Parti                                          | Parti                                                       | Parti                                                       | Votes   | %     | +/-   | Sièges | +/-           |  |  |  |  |  |  |  |
|                                                | Parti démocrate maldivien (MDP)                             | Parti démocrate maldivien (MDP)                             | 96 354  | 45,83 | 5,05  | 65     | 39            |  |  |  |  |  |  |  |
|                                                |                                                             | Parti progressiste des Maldives (PPM)                       | 19 176  | 9,12  | 18,60 | 5      | 28            |  |  |  |  |  |  |  |
|                                                | Congrès national du peuple (PNC)                            | 13 931                                                      | 6,63    | Nv    | 3     | 3      |               |  |  |  |  |  |  |  |
| Total coalition Congrès progressiste (PPM-PNC) | Total coalition Congrès progressiste (PPM-PNC)              | 33 107                                                      | 15,75   | 11,97 | 8     | 25     |               |  |  |  |  |  |  |  |
|                                                | Parti républicain (JP)                                      | Parti républicain (JP)                                      | 23 452  | 11,15 | 2,40  | 5      | 10            |  |  |  |  |  |  |  |
|                                                | Alliance pour le développement des Maldives (MDA)           | Alliance pour le développement des Maldives (MDA)           | 6 636   | 3,16  | 0,88  | 2      | 3             |  |  |  |  |  |  |  |
|                                                | Parti de la justice (AP)                                    | Parti de la justice (AP)                                    | 4 423   | 2,10  | 0,55  | 0      | 1             |  |  |  |  |  |  |  |
|                                                | Parti social-démocrate et travailliste des Maldives (MLSDP) | Parti social-démocrate et travailliste des Maldives (MLSDP) | 314     | 0,15  | Nv    | 0      | en stagnation |  |  |  |  |  |  |  |
|                                                | Parti du peuple maldivien (DRP)                             | Parti du peuple maldivien (DRP)                             | 373     | 0,18  | 0,12  | 0      | en stagnation |  |  |  |  |  |  |  |
|                                                | Démocrates maldiviens de la troisième voie (MTD)            | Démocrates maldiviens de la troisième voie (MTD)            | 293     | 0,14  | Nv    | 0      | en stagnation |  |  |  |  |  |  |  |
|                                                | Indépendants                                                | Indépendants                                                | 45 301  | 21,55 | 10,62 | 7      | 2             |  |  |  |  |  |  |  |
|                                                |                                                             |                                                             |         |       |       |        |               |  |  |  |  |  |  |  |
| Votes valides                                  | Votes valides                                               | Votes valides                                               | 210 253 | 97,77 |       |        |               |  |  |  |  |  |  |  |
| Votes blancs et nuls                           | Votes blancs et nuls                                        | Votes blancs et nuls                                        | 4 800   | 2,23  |       |        |               |  |  |  |  |  |  |  |
| Total                                          | Total                                                       | Total                                                       | 215 053 | 100   | –     | 87     | 2             |  |  |  |  |  |  |  |
| Abstentions                                    | Abstentions                                                 | Abstentions                                                 | 49 389  | 18,68 |       |        |               |  |  |  |  |  |  |  |
| Inscrits / participation                       | Inscrits / participation                                    | Inscrits / participation                                    | 264 442 | 81,32 |       |        |               |  |  |  |  |  |  |  |

## Analyse et conséquences
L'ancien président en exil Mohamed Nasheed sort grand vainqueur du scrutin. Son parti décroche en effet une large majorité au parlement avec 65 sièges sur 87. C'est la première fois depuis l'instauration de la démocratie dans le pays en 2008 qu'un parti remporte à lui seul une majorité absolue des sièges. Malgré des soupçons de fraudes exprimés par plusieurs observateurs internationaux et par le Parti républicain, la participation s'est établie à plus de 75 %, renforçant par ailleurs le président nouvellement élu, Ibrahim Mohamed Solih. Celui-ci déclare peu après la proclamation des résultats que « Le plus grand vainqueur de ces législatives, c’est le peuple des Maldives », avant de saluer « le travail acharné de nos partenaires [...] pour sortir le pays de la situation désastreuse dans laquelle l’avait mis le président Yameen. ». Nasheed avait pu revenir au pays deux mois après l'élection surprise de Solih à la présidence. Des observateurs internationaux expriment cependant de « forts soupçons de fraudes ». Pour sa part, le groupe d'observateurs du Commonwealth salue le déroulement du scrutin tout en émettant quelques réserves habituelles, au sujet de l'achat de voix et l'usage de ressources de l'État, avec toutefois des améliorations. D'autres observateurs géorgiens, philippins, jordaniens et de l'Asian Network for Free Elections estiment que les élections étaient « libres et justes ». L'Union européenne salue un scrutin « démocratique et pacifique ».
Le désaveu envers le président sortant Yameen se confirme lors de ce scrutin. Sa formation, le Parti progressiste, chute de 33 à 5 sièges. Accusé de blanchiment d'argent et de détournement de fonds, il ne pourra pas bénéficier d'une immunité parlementaire.
Mohamed Nasheed devrait ainsi avoir les coudées franches pour appliquer son programme. « Notre premier devoir est d’apporter la paix au gouvernement ». Avec plus des deux tiers des sièges au parlement, le Parti démocrate dispose du pouvoir de démettre les juges mis en place par le président Yameen, et n'aurait besoin du soutien que d'un seul autre parlementaire pour atteindre le seuil des trois quarts des sièges nécessaire pour un amendement de la constitution vers un système parlementaire,. Fin 2020, Nasheed annonce s'entretenir avec le président Solih pour la mise en place d'un tel système avant la présidentielle de 2023.